# Calheta, Açores
Calheta là một huyện thuộc Vùng tự trị Açores, Bồ Đào Nha. Huyện này có diện tích 126 km², dân số thời điểm năm 2001 là 4069 người.